# 中国海洋石油
中国海洋石油集团有限公司（英語：China National Offshore Oil Corporation, CNOOC），简称中国海油集团或中海油集团，是中华人民共和国一家主要从事海上石油、天然氣開發的特大型中央企业，是中國第三大國有石油公司。
中海油成立于1982年，总部设於北京。该公司主要负责在中国海域对外合作开采海洋石油及天然气资源，其注册资本为500亿元人民币。公司控股上市公司中國海洋石油有限公司。在2020年，中國海洋石油在福布斯全球2000大上市公司排行榜中位列第126名。

## 发展历程
1975年7月，中國第一座海上油田-海四油田投產。
1981年10月6日，為處理中外合作開發海底油氣事宜，國務院決定成立「國家海洋石油公司」。至翌年2月15日，中國海洋石油總公司（下稱「中海油」）正式成立。同時，原先由中國石油海洋分公司營運的海上油田，以及由中國石油天然氣勘探開發公司與外資合作的油氣開發項目，亦隨之轉由中海油負責。
1985年9月，中海油與日本石油資源開發株式會社在渤海合營的埕北油田局部投產，成為中國首個中外合資海上油田。
1986年8月7日，中海油與法國道達爾能源在北部灣合營的潿洲10-3油田正式試運，為中國在南海水域開採的第一座油田。
1990年9月13日，中海油與美、意三間油企合營的惠州21-1油氣田投產，為中國首個在南海東部開採的油田。
1992年3月，中海油與美國阿科公司（已併入BP）等公司，合作開發海南島以南南海瓊東南盆地崖城13-1氣田，以向香港中華電力青山發電廠提供天然氣，是中國首次向境外以管道輸出天然氣。同年8月，錦州20-2凝析氣田中北平台投產，成為中國第一座投產的海上天然氣田。

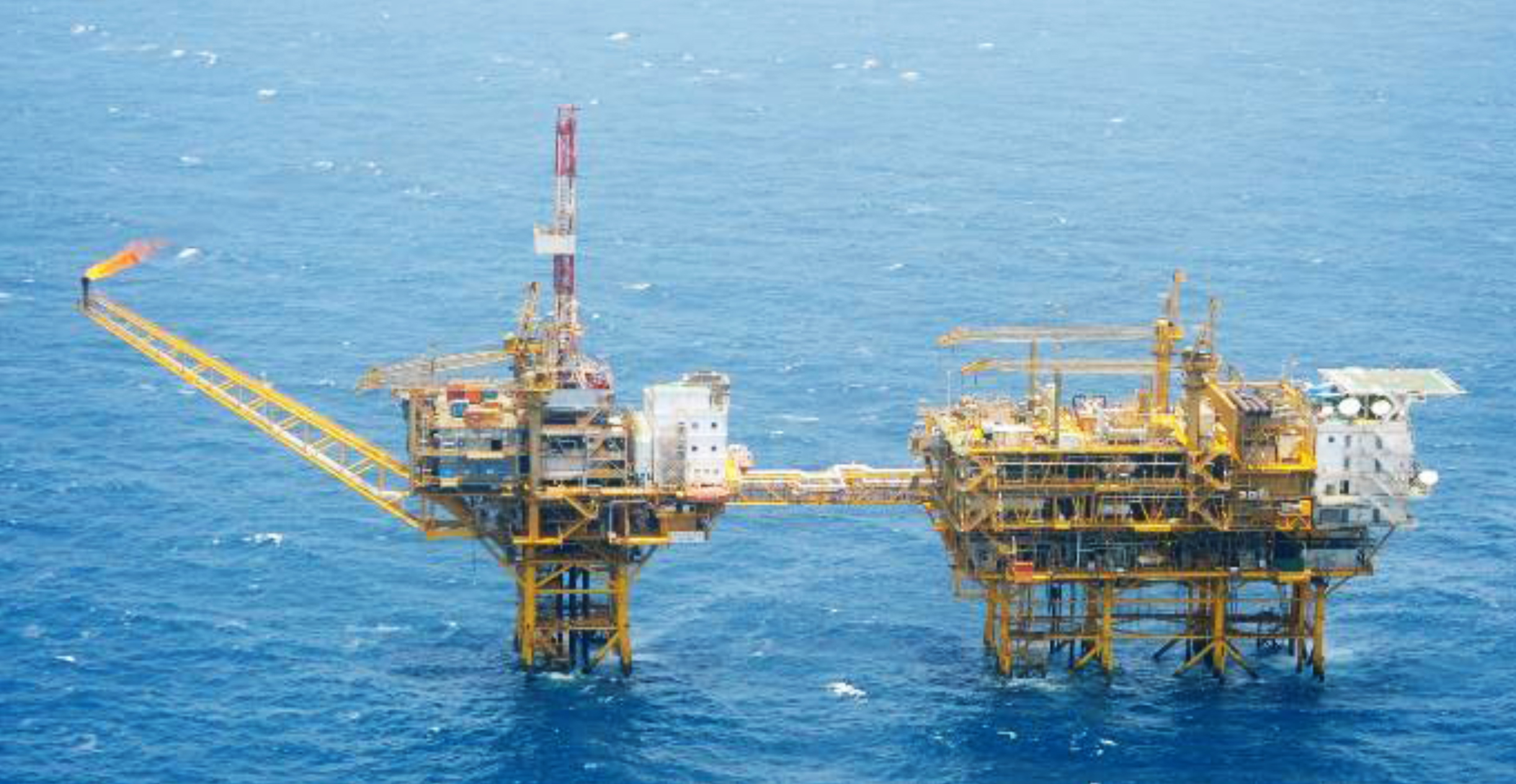
天外天油气田

1999年5月，中海油與美國菲利普斯石油公司（已合併為康菲公司），於渤海南部發現蓬莱19-3油田，及後發展為中國最大的海上油田。
中国海洋石油有限公司于1999年8月在香港注册成立，首次出海，并于2001年2月27日和28日分别在纽约证券交易所（股票代码：CEO）和香港联合交易所（股票代码：0883）挂牌上市。2001年7月，本公司股票入选恒生指数成份股。
2005年6月，中海油宣布向优尼科公司（Unocal）（：UCL）发出以全现金方式总价值约185亿美元的并购竞标。高出雪佛龙公司（ChevronTexaco）此前提出的收购价格约15亿美元。但已於2005年8月3日放棄收購。
2006年1月9日，中海油以22.68亿美元的价格收购尼日利亚130号海上石油开采许可证（OML130）的45％的工作权益。
2月18日，中国海洋石油有限公司宣布，其下属非洲有限公司与赤道几内亚能矿部、赤道几内亚国家石油公司签署了关于赤道几内亚S区块的产品分成合同。
2006年中，中海油與BP及香港中華煤氣等能源公司合營的廣東大鵬液化天然氣接收站啟用。
2006年10月，中国海洋石油总公司根据国务院国有资产监督管理委员会的通知，兼并中国化工建设总公司。
2007年8月13日，母公司中國海洋石油總公司成功奪標，首次獲准在澳洲海域開採石油。
2007年8月15日，中海油母公司中海油總公司與新田石油公司簽訂2項產品分成合同，合同區塊為22/15和16/05。根據合同，於勘探期內，新田石油公司將會承擔全部勘探費用，中海油將會有權參與兩個合同區內所有商業油氣發現最多51%的權益。

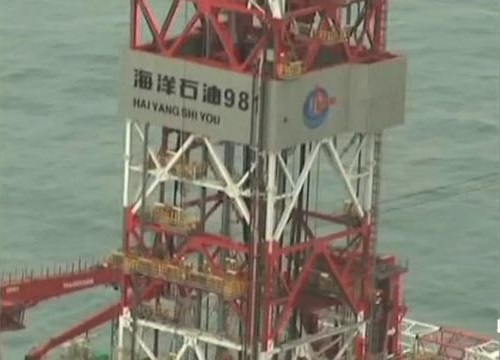
海洋石油981

2010年3月14日，中國海洋石油國際有限公司斥資31億美元（約 241.8億港元）現金，入股阿根廷Bridas Corporation（下稱Bridas）50%權益。將間接持有阿根廷第二大油氣勘探與生產商 Pan American Energy（ PAE）約20%股權。
2011年7月20日 以21億（美元，下同），相當於約164億港元作價，收購加拿大油砂生產商OPTI全部股份。
2012年2月2日 中海油集團與西班牙Isofoton分別以51%及49%成立合資公司，共同發展亞洲地區的光伏電站業務，首階段建設一個150兆瓦生產工廠及光伏電站，由中海油集團出資3億美元（約23.4億港元），Isofoton則負責提供技術。
2012年5月9日，造价60亿人民币的海洋石油981开始在南海勘探。
2012年7月23日，中国海洋石油斥資151億美元（折合1172億元港元）收購加拿大上市石油公司尼克森。
2022年10月3日，中海油轄下的陸豐22-1油田完成重建後恢復生產，而其採油平台「海基一號」成為中國首座深水鑽油台。

### 綠能轉型
从1988年到2015年，中国海洋石油占了全球工业温室气体排放量的0.28%。
2017年，中海油與深圳能源集團合營的中海石油深圳液化天然氣接收站啟用，位於GDLNG附近。
2019年12月9日，经中央批准，将中石油、中石化、中海油全资和控股（参股）的4MPA以上国家干线管网、省级管网、LNG接收站、储气库、管网调度业务等资产及相关员工划出，组建国家石油天然气管网集团有限公司。新组建的国家管网公司列入国务院国有资产监督管理委员会监管的中央企业名单，国务院国资委、中国石油天然气集团、中国石油化工集团、中国海洋石油集团持股比例分别为40%、30%、20%、10%。
2020年9月15日，中海油首个海上风力发电项目江苏竹根沙项目并网发电。
2020年9月26日，中国海洋石油集团有限公司設計建造的4座22万方液化天然气储罐在江苏盐城升顶。这是中華人民共和國最大单罐容积液化天然气储罐项目，也是中華人民共和國一次性建设规模最大的液化天然气国家储备基地。
2021年6月25日，中海油轄下的深海一号气田投產，成為中國水深最深的海上天然氣田。
2021年10月21日，中國海油首个海上风电项目江苏海上风电场全容量投产运行。

## 意外
2011年6月4日，由康菲公司和中国海洋石油总公司（简称“中海油”）合资建设的渤海蓬莱19-3油田发生漏油事件，康菲公司拥有49%的权益，中海油拥有51%的权益。截止9月3日，漏油情况依然在继续。泄漏約700桶原油和2500桶油基泥浆，污染水体超过5500平方公里，是中国迄今为止最严重的海洋生态灾难。环渤海沿岸渔民（山东、河北、辽宁）遭受重大损失，养殖的扇贝50%-70%陆续死亡。